# Performance (film)
Performance is een film uit 1970 van de regisseurs Donald Cammell en Nicolas Roeg met in de hoofdrollen James Fox, Mick Jagger en Anita Pallenberg.
De film zou aanvankelijk in 1968 uitkomen. De studio hield het uitbrengen van de film echter tegen. Men was geschokt door de vele sadistische scènes, de expliciete seks en het drugsgebruik in de film. Bij het uitbrengen van de film in 1970 waren de critici weinig ingenomen met Performance. Pas later verwierf de film een cultstatus en tegenwoordig wordt de film gezien als een klassieker van de Britse cinema.

## Verhaal
In het oosten van Londen is de bende van misdadiger Harry Flowers actief. Geweldpleging, intimidatie en moord behoren tot de dagelijkse werkzaamheden van de bende. Een van de bendeleden is Chas, die werkt als 'uitvoerder' (performer) voor Flowers. Chas is een sadist en vrouwenhater en slaat met zichtbaar genoegen mannen en vrouwen in elkaar die Flowers in de weg zitten. 
Als hij op zeker ogenblik moet helpen om Joey Maddocks met geweld over te halen zijn goklokaal aan Flowers te verkopen, haakt Chas af. Hij kent Maddocks nog van vroeger en hoewel hij en Joey toen eerder vijanden dan vrienden waren, ziet hij af van geweld. Dat komt hem duur te staan want Maddocks zelf ziet in de weigering van Chas een zwakheid. Hij overmeestert Chas en bewerkt hem met een zweep. Als Maddocks denkt dat Chas op sterven na dood is, wordt hij op zijn beurt door de laatste gegrepen en vermoord. De gewonde Chas weet nu dat hij een veilig onderkomen moet vinden. Zowel de politie als de bende van Flowers zullen hem achterna komen. Hij verft zijn haar rood en vlucht. 
Op straat hoort hij dat het kelderappartement van het huis van de voormalige popster Turner leeg staat. Hij legt het aan met Pherber, een van de groupies die rond Turner hangen, en weet via haar het appartement binnen te komen. Hij betreedt nu een compleet andere wereld. Turner is een excentrieke man, een popster die zich heeft teruggetrokken uit de schijnwerpers. Samen met zijn groupies Pherber en Lucy bewoont hij een enorm huis waar hij zich uitleeft in drugs en seks. Chas met zijn straatvechtersmentaliteit moet aanvankelijk niets hebben van het decadente wereldje van biseksualiteit en LSD. Hij begint een verhouding met Pherber maar kan het niet uitstaan dat zij nog altijd seks heeft met Turner en Lucy. 
Intussen raakt Turner gefascineerd door de misdadigersachtergrond van Chas. Beide mannen gaan elkaars kleren dragen en imiteren elkaar. Turner probeert Chas te veranderen door hem drugs te geven. Chas krijgt allerlei hallucinaties, maar heeft een goede trip. Hij ziet in dat hij zijn grenzen moet verleggen en open moet staan voor de nieuwe werkelijkheid. Hij keert terug naar zijn oude wereldje en schiet als afscheid Turner dood. Chas wordt bij zijn terugkeer verwelkomd door een ander bendelid van Flowers. Als Chas in diens auto stapt, begrijpt hij dat zijn laatste uur geslagen heeft. Gelaten laat hij zich wegvoeren.

## Rolverdeling
| Acteur            | Personage | Opmerkingen |
| ----------------- | --------- | ----------- |
| James Fox         | Chas      | hoofdrol    |
| Mick Jagger       | Turner    | hoofdrol    |
| Anita Pallenberg  | Pherber   |             |
| Michèle Breton    | Lucy      |             |
| Anthony Valentine | Maddocks  |             |
| Johnny Shannon    | Flowers   |             |

## Achtergrond

### Productie
Halverwege de jaren zestig wilde Donald Cammell een film maken over boeven uit Londen onder de titel The Performers. Het aanvankelijke scenario was luchthartig van toon en helemaal in lijn met de 'swinging sixties'. De rol van de uitvoerder (performer) was bedoeld voor Marlon Brando, een oude vriend van Cammell. In het oorspronkelijke scenario was voorzien in een Amerikaanse crimineel die zich moest verbergen in Londen. Cammell deed jaren over het project en het scenario werd steeds weer gewijzigd. De luchtige toon verdween toen Cammell onder de invloed kwam van de Argentijnse auteur Jorge Luis Borges. Hij wilde een meer intellectuele film maken, waarin de hoofdpersoon worstelde met een identiteitscrisis. Cammell werkte nu samen met Nicholas Roeg, die samen met hem de film zou regisseren. Roeg wilde een duistere film vol symboliek, waarbij hij de denkbeelden van de Franse toneelschrijver Antonin Artaud als uitgangspunt nam. Artaud pleitte onder andere voor een zogenaamd "wreed theater", een schokkende en onthullende vorm van toneel. Aanvankelijk maakte Warner Brothers die de film gingen distribueren geen bezwaren. De studio was ervan overtuigd dat Cammell bezig was met een film waarin de Rolling Stones meespeelden. Ze verwachtten een film als Help! of A Hard Day's Night die de The Beatles hadden gemaakt met Richard Lester. Die verkeerde aanname was het gevolg van het inzetten van Mick Jagger, de voorman van de Rolling Stones voor de rol van Turner. De rest van Stones speelde echter geen rol in de film. Toen de film uiteindelijk klaar was ging er een schokgolf door de studio. In plaats van A Hard Day's Night zag men een duistere film vol met sadistische en expliciete seksscènes. Een van de vrouwen die aanwezig was tijdens de voorvertoning was zo geschokt dat ze begon te braken. De studio was zo verbolgen over de productie dat Performance niet in 1968 werd uitgebracht. De studio was zelfs van plan de film en de negatieven te verbranden. Uiteindelijk werd de film in 1970 toch uitgebracht. Dit gebeurde pas nadat de film opnieuw was gemonteerd en diverse scènes waren verwijderd. Omdat men bang was dat het Amerikaanse publiek het Cockney-accent van de uit Londen afkomstige criminelen niet kon verstaan, werden sommige dialogen opnieuw ingesproken.

### Filmmuziek
Het was de bedoeling dat de Stones nummers zouden aandragen voor de muziek van de film. Dit laatste ging echter niet door. De reden hiervoor was de verwijdering die op dat ogenblik bestond tussen Mick Jagger en Keith Richard. Jagger en Richard schreven samen de meeste nummers voor de band, maar er was wrijving ontstaan tussen de twee muzikanten. De druppel die de emmer deed overlopen was Anita Pallenberg die de rol van Pheber vertolkte. Pallenberg was de vrouw van Richard, maar hield er een zeer losse moraal op na. Er gingen geruchten dat ze een verhouding had met Jagger tijdens de opnamen. Toen Richard zijn vrouw hiermee confronteerde lachte ze hem uit. Tijdens de opnamen zat de jaloerse en beledigde Richard in zijn auto te wachten tot zijn vrouw weer naar buiten kwam. Er kwamen dus geen nummers van de Stones. De filmmuziek werd ten slotte samengesteld uit nummers van verschillende artiesten:
1. "Gone Dead Train" 2:56 (Randy Newman)
2. "Performance" 1:49 (Merry Clayton)
3. "Get Away" 2:09 (Ry Cooder)
4. "Powis Square 2:25 (Ry Cooder)
5. "Rolls Royce and Acid" 1:50 (Jack Nitzsche)
6. "Dyed, Dead, Red" 2:35 (Buffy Sainte-Marie)
7. "Harry Flowers" 4:03 (Nitzsche-Newman)
8. "Memo from Turner" 4:08 (Mick Jagger)
9. "Hashishin" 3:39 (Buffy Sainte-Marie & Ry Cooder)
10. "Wake Up, Niggers" 2:47 (The Last Poets)
11. "Poor White Hound Dog" 2:50 (Merry Clayton)
12. "Natural Magic" 1:40 (Jack Nitzsche)
13. "Turner's Murder" 4:15 (Merry Clayton Singers)

### Acteurs
James Fox was in 1968 een succesvol acteur. Hij werd meestal ingezet voor rollen van een Brit uit de hogere klasse. Voor de rol van Chas verbleef Fox enige maanden in het zuiden van Londen. Hij leefde daar tussen de gangsters en bestudeerde hun gedrag en accent. Na de opnames van Performance overleed de vader van Fox. Hij kreeg een zenuwinzinking en besloot te stoppen met filmen. Pas in 1984 zou Fox weer terugkeren als filmacteur. Hij ontkende dat zijn besluit om te stoppen met acteren was ingegeven door Performance. Het was een combinatie van factoren, zoals de voortdurende druk die filmopnamen met zich meebrengen, de dood van zijn vader en zijn drugsgebruik. Wel was het Performance die zijn ogen opende voor wat hij noemde zijn 'complete vereenzelviging met film'. Hij kon zijn leven als acteur niet relativeren.
Mick Jagger stond in 1968 op het hoogtepunt van zijn roem. The Rolling Stones waren ongekend populair en hadden het imago van een ruige rockband. In 1967 waren Jagger en Keith Richard nog gearresteerd voor druggebruik en hadden enige tijd in voorarrest gezeten. Het was dit imago van een duivelse groep outlaws dat Jagger graag wilde uitdragen. Toen zijn vriend Donald Cammell hem vroeg voor de rol van Turner was Jagger gelijk gegrepen door het scenario. Hij omschreef de film als volgt "This film is about the perverted love affair between Homo Sapiens and Lady Violence. It is necessarily horrifying, paradoxical, absurd. To make such a film means accepting that the subject is loaded with every taboo in the book.". Jagger speelde de rol van Turner met zoveel gemak dat critici sneerden dat Jagger alleen maar zichzelf speelde. James Fox was de eerste die ontkende dat Jagger zichzelf speelde. Hij zei dat Jagger niet zo destructief was. Jagger zelf ontleende zijn opbouw van het personage Turner aan verschillende mensen uit zijn omgeving. Met name Stonesgitarist Brian Jones vormde een inspiratiebron.

### Versies
Jarenlang werd de door Warner Brothers in 1970 uitgebrachte versie gebruikt. Ook de versie die op VHS video werd uitgebracht maakte gebruik van deze zogenaamde 'Amerikaanse versie' met verwijderde scènes en opnieuw ingesproken geluidsband. In 1997 werd de film eindelijk in zijn oorspronkelijke staat uitgezonden op de ICA op 18 oktober. In 2007 verscheen de dvd-versie. De film werd gerestaureerd en zo veel mogelijk in de oorspronkelijke staat teruggebracht. Ook de geluidsband werd gerestaureerd. Helaas kon niet alles worden gered, zo ontbreken hier en daar de oorspronkelijke stemmen en geluiden. Wel konden de stemmen van de gangsters weer teruggebracht worden en zijn de Amerikaanse overdubs gewist.

## Prijzen en nominaties
In 1972 werd Performance genomineerd voor een BAFTA Film Award in de categorie "beste filmmontage"